# Planum Boreum

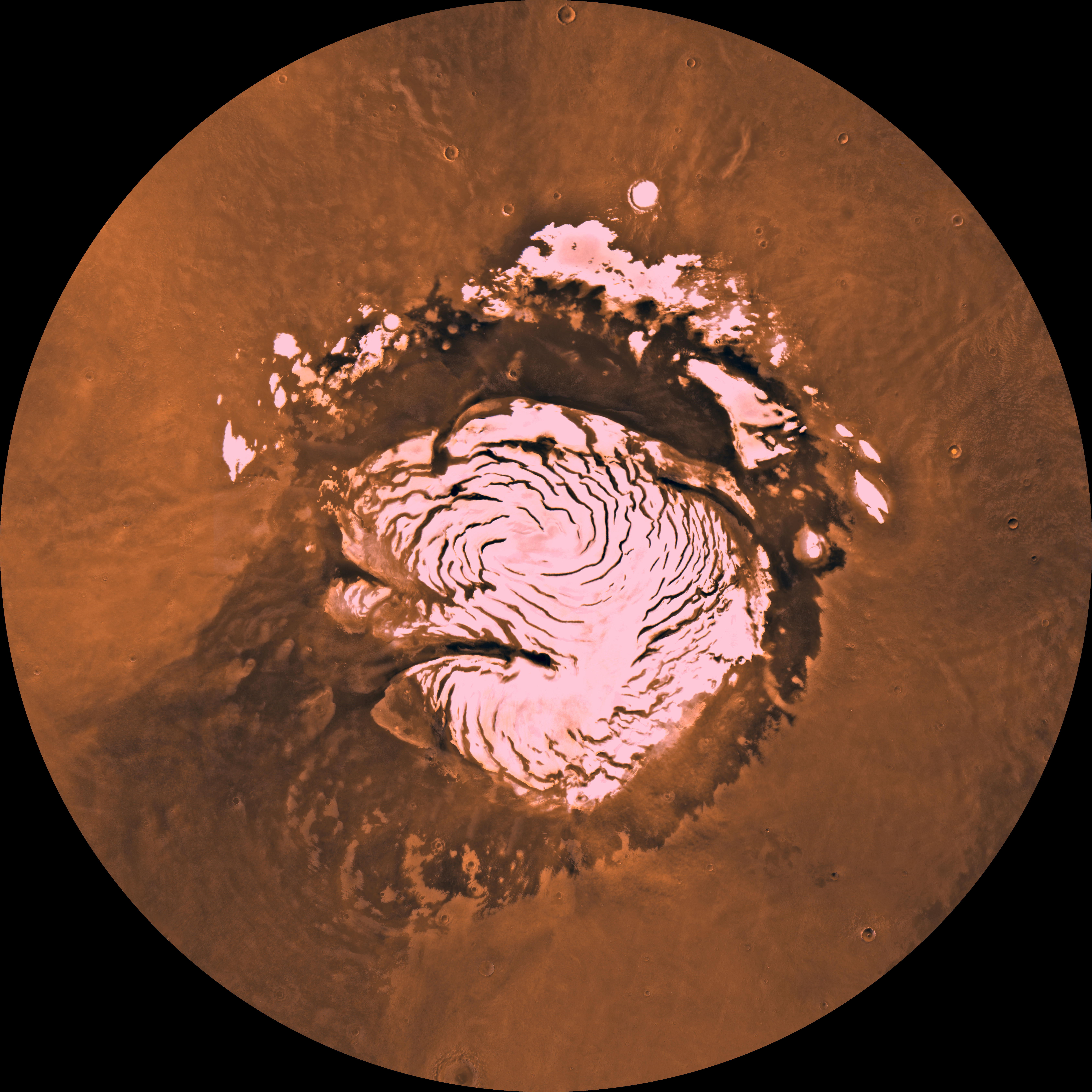
Imagen mosaico del polo norte marciano, Programa Viking.

El Planum Boreum (del latín: "el plano septentrional") es el polo norte del planeta Marte. Se extiende hacia el norte desde la latitud 80°N y está centrado en las coordenadas 88.0ºN, 15.0ºE. Rodeando los altos planos polares existen unas tierras bajas y planas conocidas como Vastitas Borealis, que se extienden aproximadamente 1.500 km hacia el sur, dominando el hemisferio norte marciano. En 1999, el Telescopio espacial Hubble capturó una tormenta ciclónica en la región. El diámetro de esta era en torno a 1750 km, con un ojo de 320 km de diámetro.

## Casquete polar
El Planum Boreum alberga un casquete polar de hielo permanente, principalmente de agua y dióxido de carbono. Este tiene un volumen de 1,2 km³ y cubre un área de aproximadamente dos veces el tamaño de España. Su radio mide 600 km. El grosor máximo de la capa de hielo es 3 km. Los patrones de espiral en el casquete fueron principalmente dibujados por fuertes vientos y sublimación.
La composición de la superficie en el casquete polar del norte en primavera (tras la acumulación de hielo seco durante el invierno) ha sido estudiada desde la órbita. Los bordes exteriores de la capa de hielo están contaminados por polvo (0.15% de la masa total) y están formados mayoritariamente por hielo de agua. Según se asciende hacia el polo, el hielo de agua superficial desciende y es remplazado por hielo seco. La pureza del hielo asimismo aumenta. En el polo, el hielo de la estación consiste en, esencialmente, hielo seco puro con pequeños contenidos en polvo y 30 ppm de hielo de agua.
Los planos del norte de Marte fueron el objetivo de la misión Phoenix de la NASA, lanzada en agosto de 2007, que aterrizó con éxito el 25 de mayo de 2008. El casquete polar de Marte ha sido propuesto como sitio de aterrizaje para una expedición humana por  Geoffrey A. Landis y por Cockell.

## Accidentes del terreno

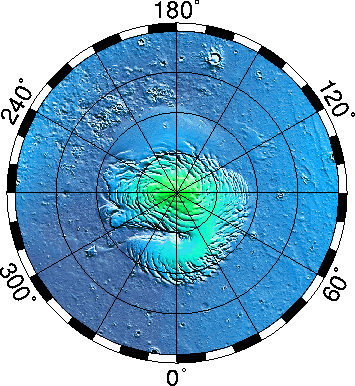
Mapa topográfico del polo norte marciano. Nótese cómo el Planum Boreum se eleva sobre las tierras bajas circundantes.

El principal accidente geográfico del Planum Boreum es una larga fisura o cañón llamada Chasma Boreale. El cañón mide más de 100 km de anchura, y presenta elevaciones que alcanzan los 2 km de altura. Como comparación, el Gran Cañón del Colorado tiene aproximadamente 1,6 km de profundidad en algunos lugares, y mide 446 km de largo pero solamente 24 km de ancho. Chasma Boreale está excavado en depósitos polares y hielo, como los presentes en Groenlandia.
Planum Boreum se encuentra circundado por grandes terrenos de dunas arenosas, que se extienden desde 75°N hasta 85°N. Estos campos de dunas reciben los nombres de Olympia Undae, Abalos Undae y Hyperboreae Undae. Olympia Undae, el más largo con diferencia, cubre las longitudes comprendidas entre 100°E to 240°E. Abalos Undae cubre desde 261°E hasta 280°E, e Hyperboreale Undae se extiende desde 311°E hasta 341°E.